# قرار مجلس الأمن التابع للأمم المتحدة رقم 1884
قرار مجلس الأمن التابع للأمم المتحدة رقم 1884 المتخذ بالإجماع في 27 أغسطس 2009.

## القرار
مدد مجلس الأمن ولاية قوة الأمم المتحدة المؤقتة في لبنان (اليونيفيل) لمدة عام واحد، حتى 31 أغسطس 2010، ودعا بقوة جميع الأطراف المعنية إلى احترام وقف الأعمال العدائية والخط الأزرق والتعاون بشكل كامل مع الأمم المتحدة وبعثتها.
وبعد أن قرر المجلس أن الوضع في لبنان لا يزال يشكل تهديدا للسلم والأمن الدوليين، اتخذ بالإجماع القرار 1884 (2009)، الذي حث الأطراف بموجبه على التعاون الكامل مع المجلس والأمين العام لتحقيق وقف دائم لإطلاق النار وحل طويل الأمد على النحو المتوخى في القرار 1701 (2006).
وأشاد المجلس بالدور الإيجابي لليونيفيل، قائلا إن انتشارها، إلى جانب نشر القوات المسلحة اللبنانية، ساعد على تهيئة بيئة إستراتيجية جديدة في جنوب لبنان. ورحب بتوسيع الأنشطة المنسقة بين اليونيفيل والجيش اللبناني وشجع على زيادة تعزيز هذا التعاون.
وتطلع إلى تلقي، في أقرب وقت ممكن، استنتاجات استعراض القدرة التشغيلية لليونيفيل، بما في ذلك هيكل القوة والأصول والاحتياجات، على النحو المشار إليه في رسالة الأمين العام المؤرخة 6 آب / أغسطس، في محاولة تأكيد تشكيل أصول البعثة ومواردها على النحو الأنسب.
ورحب المجلس في النص أيضا بالجهود التي تبذلها القوة المؤقتة لتنفيذ سياسة الأمين العام المتمثلة في عدم التسامح مطلقا مع الاستغلال والانتهاك الجنسيين ولضمان امتثال أفرادها التام لمدونة قواعد السلوك في الأمم المتحدة. وطلب من الأمين العام اتخاذ جميع الإجراءات اللازمة في هذا الصدد وإبلاغه بذلك. وحُثت البلدان المساهمة بقوات على اتخاذ إجراءات وقائية وتأديبية لضمان التحقيق في مثل هذه الأفعال بشكل سليم ومعاقبة مرتكبيها في القضايا التي يتورط فيها أفرادها.